# 徳田吉成
徳田 吉成（とくだ よしなり、1970年1月6日 - ）は、埼玉県上尾市出身の元プロ野球選手（捕手）。2010年から2011年まで北海道日本ハムファイターズのコーチを務めた。

## 来歴・人物
上尾高では高校通算39本塁打を記録。
高校卒業後は、東洋大学へ進学。3年途中まで外野手としてプレーし、4年春は捕手としてベストナインを獲得。1部リーグ通算47試合に出場、121打数27安打、打率.223、6本塁打を記録。大学の同期に桧山進次郎、1学年後輩に和田孝志、2学年後輩に関口伊織がいた。
1991年のプロ野球ドラフト会議で日本ハムファイターズから3位指名され入団。その後、打撃を活かすため外野手登録に変更した。
プロ入り後は一軍での出場機会がないまま、1999年10月7日に戦力外通告を受け現役引退。
引退後は日本ハムでスカウトを担当し、2007年に二軍マネージャーに就任。2010年から日本ハムの二軍バッテリーコーチを2シーズン務めた。
その後2016年、ファーム運営担当への就任が発表された。
2023年11月28日、イースタン・リーグ功労賞を受賞。

## 詳細情報

### 年度別打撃成績
- 一軍公式戦出場なし

### 背番号
- 50 （1992年 - 1999年）
- 82 （2010年 - 2011年）
- 96 （2012年 - 2015年）